# Cornelius-Haus

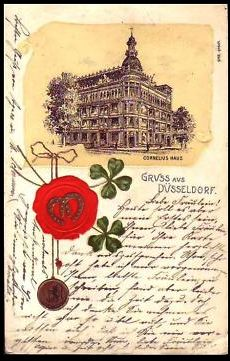
Cornelius-Haus in Düsseldorf, Postkarte 1901

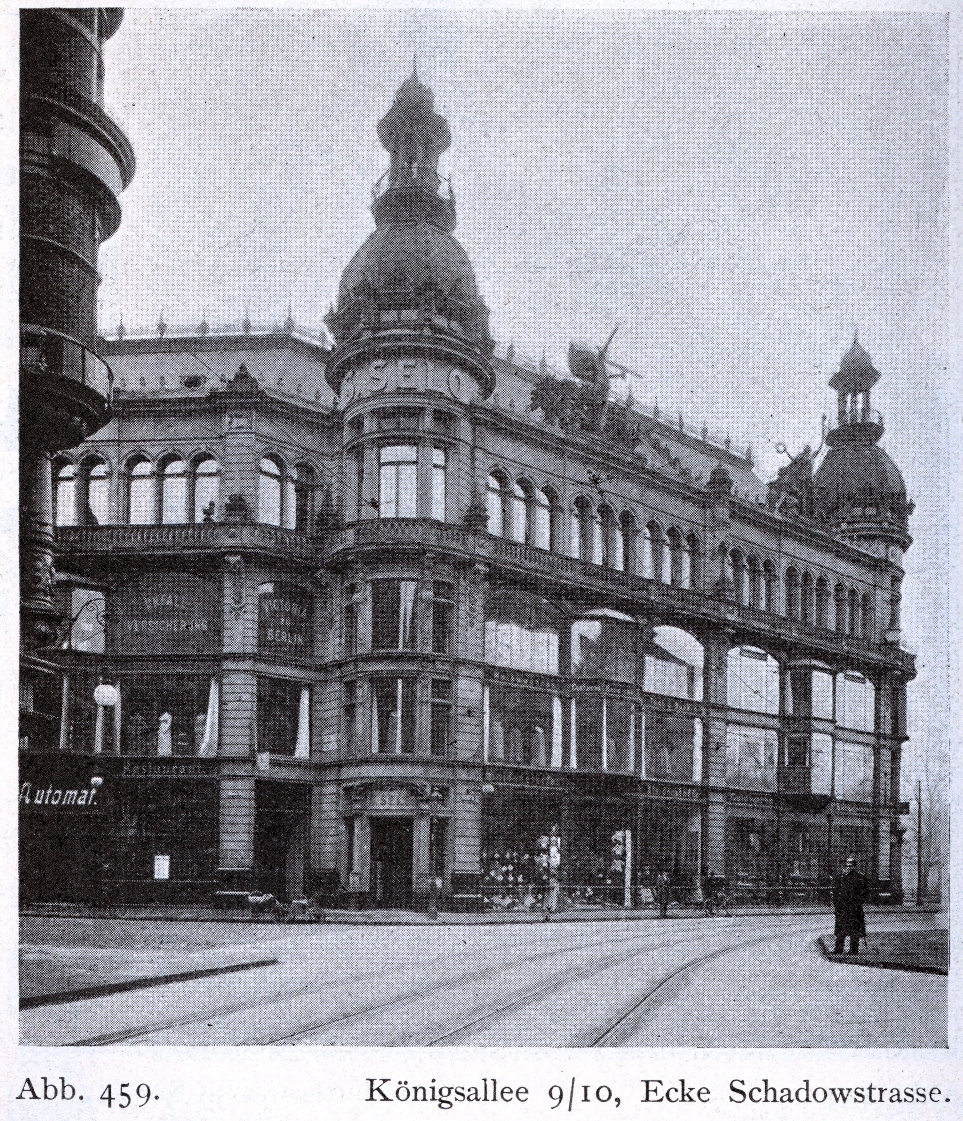
Cornelius-Haus, Foto vor 1904

Das Cornelius-Haus war ein Gebäude im Stadtteil Stadtmitte der heutigen nordrhein-westfälischen Landeshauptstadt Düsseldorf. Es befand sich an der Königsallee 9/10 (heutige Hausnummer 18), Ecke Schadow- und Blumenstraße. Seinen Namen erhielt das Gebäude durch den nahegelegenen Corneliusplatz.
Das Gebäude war für seine, sich über mehrere Geschosse erstreckende, gleichnamige gastronomische Nutzung bekannt. Nach der Zerstörung im Zweiten Weltkrieg beherbergte der Nachfolgebau über mehrere Jahrzehnte das 1853 gegründete Modehaus Heinemann. Dieser wurde im Jahr 2007 abgerissen um an gleicher Stelle einen Neubau zu errichten, welcher mit rund 7.500 m² Nutzfläche heute zwei Ladengeschäften Platz bietet.

## Architektur
Das repräsentative Gebäude wurde 1896 bis 1897 vom Düsseldorfer Architekturbüro Klein & Dörschel erbaut und überstand die schwereren Luftangriffe auf Düsseldorf bis auf kleinere Schäden. In den Nachkriegsjahren wurde es jedoch abgerissen und durch einen Neubau ersetzt.
Das viergeschossige Gebäude besaß im Erdgeschoss sowie im ersten und zweiten Obergeschoss große Schaufensteranlagen. Diese zeigten mittig Erkerausbauten in Glas. Die Fassaden des dritten Obergeschosses waren in Werkstein gearbeitet und als Arkaden gestaltet. Die Gebäudeecken markierten monumentale, mit großen Kuppeln geschmückte Rundtürme. Die Architekten versuchten den Eindruck der Monotonie der riesigen Fensterfronten mit Architektur in Glas und Werkstein zu vermeiden – „bei den Schauseiten ist versucht worden, durch Erkerausbauten und massive Ecktürme die grossen Schaufensterflächen zu beleben“.

## Nutzung
Das Cornelius-Haus war mit einem vielfältigen gastronomischen Angebot ausgestattet. So verfügte es im Erdgeschoss über zwei Restaurants mit insgesamt 400 Plätzen. Im ersten und zweiten Obergeschoss befanden sich das Café Cornelius und die Cornelius-Galerie (ausgeführt als umlaufende Galerie im zweiten Obergeschoss) mit insgesamt 1.900 Sitzplätzen. Zweimal täglich, jeweils nachmittags und abends, wurden Konzerte veranstaltet. Dieses Angebot wurde ergänzt um mehrere Räume für Gesellschaften mit bis zu 70 Personen. Dazu kam eine Nutzung als Tanzlokal, welches in der Regel von Mitgliedern der bürgerlichen Gesellschaft besucht wurde.

## Bilder
- Commons: Cornelius-Haus, Düsseldorf – Sammlung von Bildern, Videos und Audiodateien

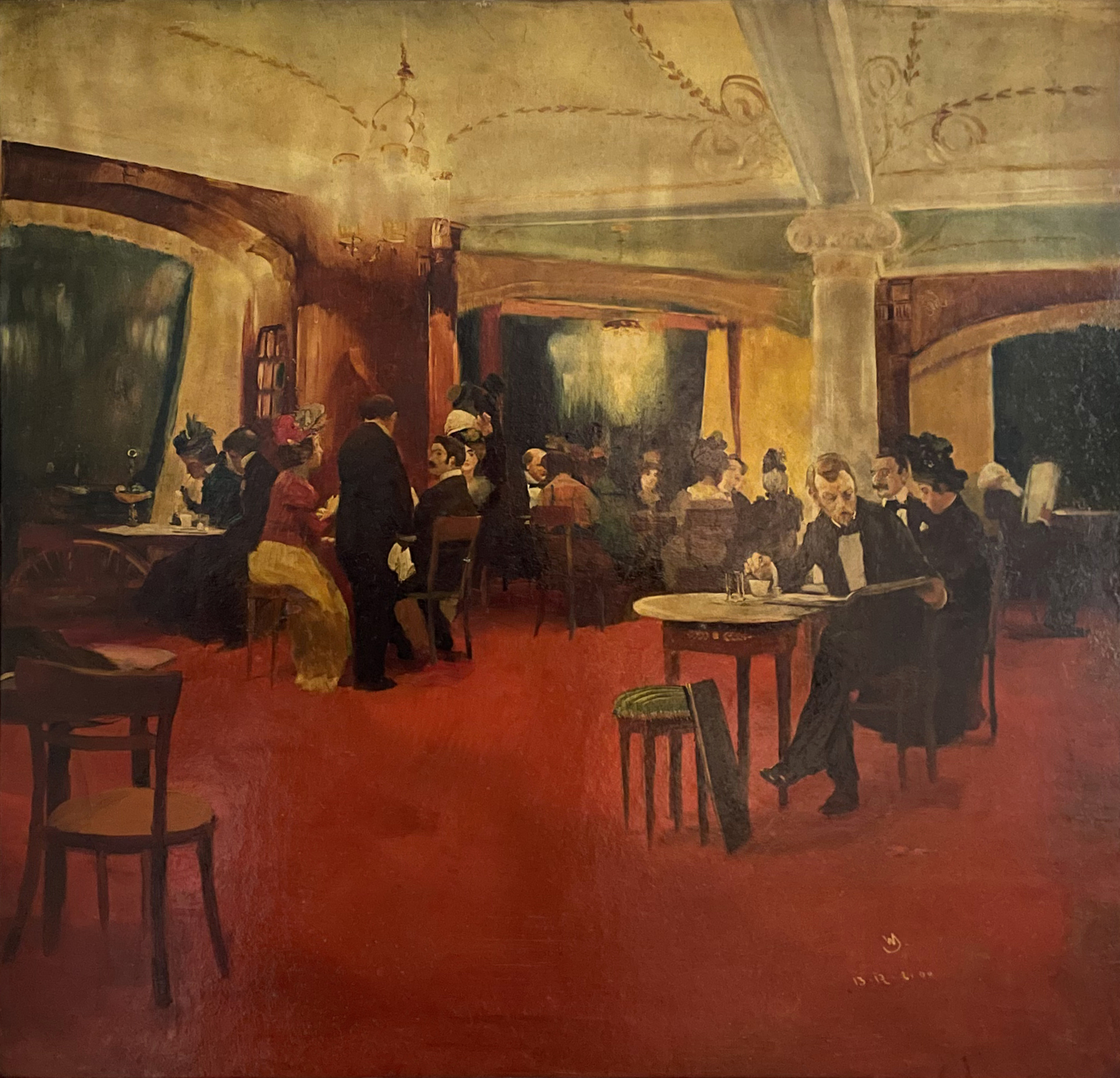
Im Cafe Cornelius in Düsseldorf am 13. Februar 1900, Gemälde von Wilhelm Schreuer
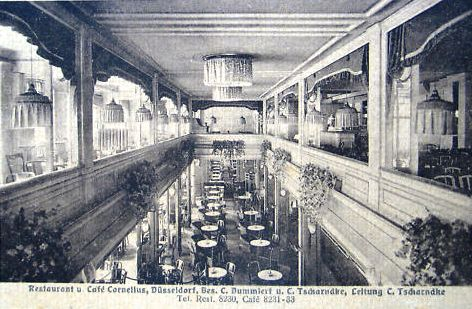
Restaurant und Café Cornelius im Cornelius-Haus
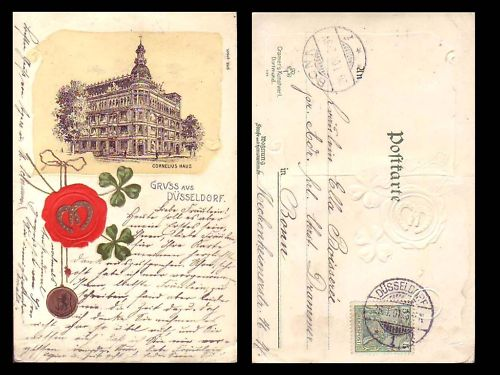
Cornelius-Haus Postkarte von 1901
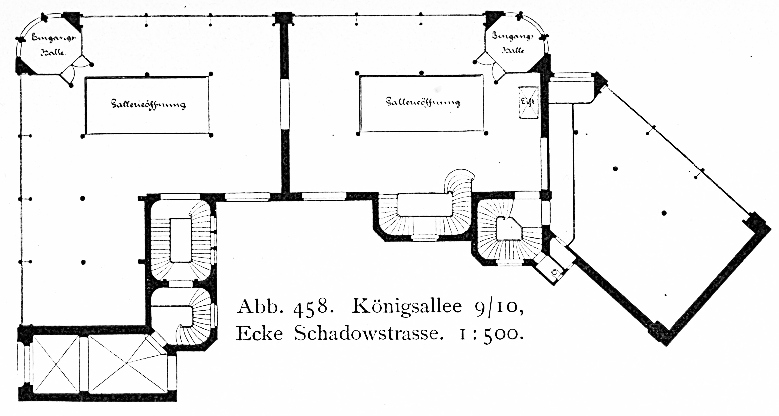
Cornelius-Haus, Grundriss